# قبائل الحلف الخماسي

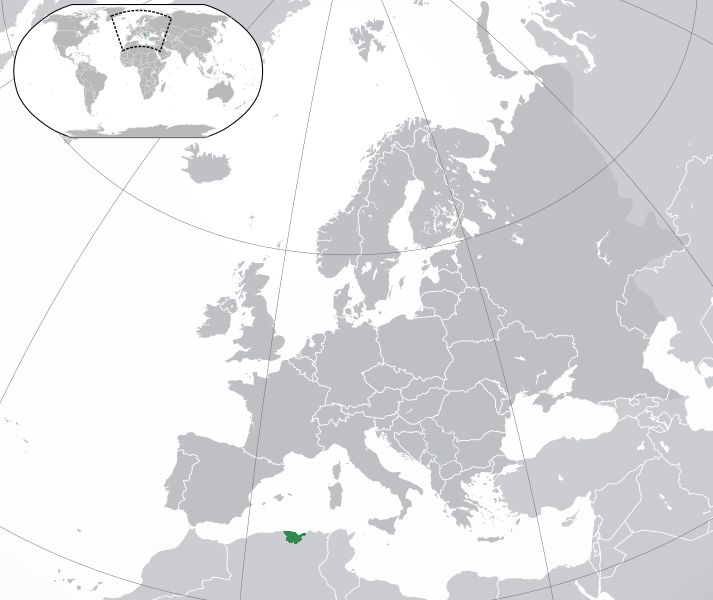

قبائل الحلف الخماسي (باللاتينية: Quinquegentiani) هي قبيلة بربرية كلاسيكية قديمة يسكنون الأراضي بين مدينتي صالداي وريسيكوري، منطقة تعرف الآن باسم منطقة القبائل. أراضيهم تقع على الحدود الشرقية لمقاطعة موريطنية القيصرية الرومانية، ورغم أنهم كانوا رسميًا تحت الحكم الروماني إلا أنهم تصرفوا بشكل مستقل للغاية.
الاسم العرقي (باللاتينية: Quinquegentiani) يعني شعب القبائل الخمسة باللغة اللاتينية وهذا يشير إلى أنها كانت كونفدرالية من عدة قبائل بربرية مختلفة بدلا من قبيلة واحدة.